# Éric Aubourg
Pour les articles homonymes, voir Aubourg.
 (octobre 2021).
Éric Aubourg est astrophysicien au Commissariat à l'énergie atomique et au laboratoire APC de l'Université Paris-Diderot. À ce titre, il a été membre d'un jury d'admission pour les concours de recrutement des chargés de recherche au CNRS relevant des sections concernées par les activités du département scientifique : « Physique nucléaire et physique des particules ».
C'est aussi un égyptologue passionné par l'orientation astronomique des temples et des tombes, le contenu astronomique de bas-reliefs et les écrits datant de l'Égypte ancienne sur ce sujet. Dans les années 1990, avec l'égyptologue Sylvie Cauville, il étudia le contenu astronomique du zodiaque circulaire de Dendérah.
Il est également l'auteur du logiciel MacScribe pour Macintosh utilisant une fonte de caractères pour police d'écriture hiéroglyphique.
Au sein des éditions Thot M, dirigées par Olivier Cabon, il participe à la publication électronique des travaux du CFEETK, assurant l'élaboration de la série des DVD-ROM consacrés à Karnak.
Depuis 2014 il est membre du conseil d'administration de l'Institut français d'archéologie orientale du Caire.

## Publications
- 1995 : Éric Aubourg, La date de conception du zodiaque du temple d'Hathor à Dendera, BIFAO (Bulletin de l'Institut Français d'Archéologie Orientale), 1995, Le Caire.
- 2000 : Éric Aubourg et Pierre Zignani, Espaces, lumières et composition architecturale au temple d’Hathor à Dendara. Résultats préliminaires, BIFAO, no 100, 2000, p. 47-77, Institut français d'archéologie orientale, Le Caire.